# Terry Riley
Terry Riley (Colfax, 24 juni 1935) is een Amerikaanse componist die behoort tot de stroming van de minimal music.

## Biografie
Riley studeerde aan het Shasta College, de San Francisco State University en het conservatorium van San Francisco voor hij zijn masters behaalde in compositie aan de UC Berkeley. Hij studeerde bij Seymour Shifrin en Robert Erickson en was betrokken bij het experimentele San Francisco Tape Music Center, waar hij samenwerkte met onder andere componist Steve Reich. Zijn belangrijkste mentor was echter Pandit Pran Nath (1918-1996), een expert op het gebied van Indiase klassieke zang, die ook les gaf aan La Monte Young. Samen met Pran Nath ondernam Riley vele reizen naar India voor studie en om hem te begeleiden op tabla, tambura of met zang. Gedurende de jaren zestig reisde hij ook vaak door Europa, waar hij zichzelf onderhield met piano spelen in uitgaansgelegenheden. In 1971 kreeg hij een aanstelling als docent Indiase klassieke muziek aan het Mills College in Californië. In 2007 ontving hij een Honorary Doctorate Degree in Music van de Chapman Universiteit.
In de jaren zestig was Riley befaamd om zijn “All-Night Concerts”, waarbij hij de gehele nacht voornamelijk geïmproviseerde muziek speelde op een oud harmonium en een getapete saxofoon. Als hij een pauze nodig had, draaide hij fragmenten saxofoonmuziek die hij gedurende de avond had opgenomen. Publiek kwam met slaapzakken, hangmatten en zelfs de hele familie naar deze concerten.
Riley componeerde onder andere 13 werken voor het Kronos Quartet, een strijkkwartet waar hij nauw mee samenwerkt. In 1991 schreef hij zijn eerste orkestwerk “Jade Palace”, waarna meer composities volgden. Tegenwoordig doceert Riley Indiase zang (raga’s) en piano, en geeft in die hoedanigheden ook concerten.

## Stijl en techniek
Rileys vroege werk is sterk beïnvloed door Karlheinz Stockhausen. Na zijn ontmoeting met La Monte Young week hij echter uit in de richting van de minimal music. Het strijkkwartet uit 1960 is het eerste werk in deze nieuwe stijl. Het werd gevolgd door een strijktrio waarin hij voor het eerst de korte herhalende frasen gebruikte waar hijzelf en de minimalistische stijl om bekend werden.
Zijn muziek wordt gekarakteriseerd door improvisaties over series modale figuren van verschillende lengtes, zoals te horen zijn in bijvoorbeeld “In C” en de “Keyboard Studies”. “In C”, waarschijnlijk Rileys bekendste werk, had veel invloed onder minimalisten en daarbuiten. Aan de eerste uitvoering werkte onder anderen Steve Reich mee. De opzet en vorm van het stuk was tot dan toe ongekend. Het stuk bestaat uit 53 verschillende fragmenten van elk ongeveer 1 maat lengte die elk in C staan. Eén speler slaat in een regelmatig tempo een C aan op een piano om het tempo stabiel te houden. De overige spelers, van wie het aantal en het instrument niet vastliggen, spelen de fragmenten aan de hand van een paar losse aanwijzingen. De fragmenten combineren hierbij op steeds nieuwe manieren. De “Keyboard Studies” zijn een variant op dit concept, maar dan geschreven voor één instrument.
Al vanaf de jaren vijftig werkte Riley met tape loops, wat in die tijd een nieuwe techniek was. Sindsdien gebruikt hij de manipulatie van geluid op band om muzikale effecten te creëren, zowel in de studio als bij live optredens. Zijn werk omvat zowel muziek in de reine stemming als microtonale muziek.
Riley werkte samen met onder meer het Rova Saxophone Quartet, Pauline Oliveros en voornoemd Kronos Quartet.

## Belangrijke werken
- In C (1964)
- A Rainbow in Curved Air (1967)
- Poppy Nogood and the Phantom Band (1968)
- Shri Camel (1980), voor solo elektrisch orgel gestemd in reine stemming, met door een computer gemanipuleerd geluid (digitale delay)
- Terry Riley: Cadenza on the Night Plain (1984), in samenwerking met het Kronos Quartet
- The Cusp of Magic, met het Kronos Quartet (2004)
- The Harp of New Albion (1986), voor piano
- Salome Dances for Peace (1989), voor strijkkwartet
- Chanting the Light of Foresight, met het Rova Saxophone Quartet
- Persian Surgery Dervishes
- Sun Rings voor het the Kronos Quartet
- Church of Anthrax, met John Cale

## Films & Games
- 1976 - Music With Roots in the Aether: Opera for Television. Tape 6: Terry Riley. Geproduceerd en geregisseerd door Robert Ashley. New York, New York: Lovely Music.
- 1986 - In Between the Notes...a Portrait of Pandit Pran Nath, Master Indian Musician. Geproduceerd door Other Minds en geregisseerd door William Farley.
- 1995 - Musical Outsiders: An American Legacy - Harry Partch, Lou Harrison, and Terry Riley. Geregisseerd door Michael Blackwood.
- 2008 - "A Rainbow In Curved Air" wordt gebruikt in de in-game soundtrack van Grand Theft Auto IV, waar het kan worden beluisterd op het (fictieve) radiostation "The Journey".